# Steven Levitsky
Steven Levitsky (né le 17 janvier 1968 à Brookline au Massachusetts) est un politologue américain et professeur en gouvernements à l'université Harvard. Issues de la branche académique des politiques comparées, ses recherches se concentrent sur l'Amérique latine et incluent les partis et systèmes politiques, l'autoritarisme et la démocratisation et les institutions faibles ou informelles. Ses travaux les plus connus sont dans le domaine des régimes autoritaires compétitifs et dans les institutions informelles.
À Harvard, Levitsky a servi sur le comité exécutif du Weatherhead Center for International Affairs et du David Rockefeller Center for Latin American Studies. Il a également enseigné à l'université pontificale catholique du Pérou.

## Éducation
Levitsky reçoit son baccalauréat en science politique de l'université Stanford en 1990 et son doctorat en science politique de l'université de Californie à Berkeley en 1999.

## Carrière académique

### Enseignement
Après avoir obtenu son doctorat en 1999, Levitsky enseigne de façon non-permanente à l'université de Notre Dame au Kellogg Institute for International Studies.
Il rejoint l'université Harvard comme professeur assistant en 2000. Il devient par la suite John L. Loeb Associate Professor of the Social Sciences entre 2004 et 2008 avant d’obtenir sa permanence comme professeur en gouvernement en 2008,. À Harvard, Levitsky servit sur le comité exécutif du Weatherhead Center for International Affairs  et du David Rockefeller Center for Latin American Studies. Levitsky est également conseiller sur plusieurs organisations étudiantes dont le Harvard Association Cultivating Inter-American Democracy et POLITAI Civil Association à l'université pontificale catholique du Pérou.

### Travaux
Levitsky est connu pour son travail avec Lucan A. Way sur l'autoritarisme compétitif, des régimes hybrides qui possèdent à la fois des institutions démocratiques qui sont utilisées pour distribuer le pouvoir politique, mais qui sont aussi détournées par les dirigeants qui ne respectent pas les normes associées à ses institutions, entraînant le régime à ne pas respecter les critères nécessaires pour être considéré comme démocratique. Dans de tels systèmes, les dirigeants utilisent les autres institutions pour réprimer l'opposition et contrôler le narratif médiatique ou utilisent ces mêmes institutions démocratiques pour manipuler les résultats électoraux. Les exemples de régimes donnés dans la publication de 2002 incluent la Serbie sous Slobodan Milošević et la Russie sous Vladimir Poutine.
Levitsky est aussi spécialiste de la révolution nicaraguayenne.

## Vie privée
Levitsky vie avec sa femme et sa fille à Brookline au Massachusetts.